# Луцій Апроній
Луцій Апроній (лат. Lucius Apronius; ? — після 29) — військовий та державний діяч Римської імперії, консул-суффект 8 року.

## Життєпис
Походив зі стану вершників. Державну кар'єру розпочав з посади тріумвіра Монетного двору. У 8 році н. е. став консулом-суффектом разом з Авлом Вібієм Габітом. У 9 році призначено імператорським легатом до Далмації.
У 14 році бився з германцями під орудою Друза, сина Тиберія, проти повсталих Паннонських легіонів. У 14 й 15 роках командував частиною армії, підпорядкованої Германіку. Тут він з успіхом воював проти племені хаттів. За це він отримав тріумф.
У 18 році н. е. призначено проконсулом до провінції Африка. З 20 року успішно воював проти Такфаріната, вождя повсталих нумідійців. У 21 році він повернувся до Риму. Втім у 23 році імператор знову спрямував Апронія до Африки для допомоги Луцію Ламії.
У 28—29 роках Луцій Апроній був імператорським легатом—пропретором провінції Нижня Германія. Завдав поразки фризам у 28 році у битві біля Будугенського лісу, але внаслідок самовпевненості зазнав занадто великих втрат, що звели нанівець успіх. Зрештою був вимушений відступити за Рейн, а імператор Тиберій — приховати кількість втрат. Наслідком цього була втрата зверхності Риму над фризами. Подальша доля Луція Апронія невідома.

## Родина
- Луцій Апроній Цезіан, консул 39 року
- Апронія
- Апронія Цезенія